# Cabri
Cabri är en ort i Kanada.   Den ligger i provinsen Saskatchewan, i den södra delen av landet, 2 500 km väster om huvudstaden Ottawa. Cabri ligger 656 meter över havet och antalet invånare är 399.
Terrängen runt Cabri är platt. Trakten runt Cabri är nära nog obefolkad, med mindre än två invånare per kvadratkilometer..
Trakten runt Cabri består till största delen av jordbruksmark.